# Průmyslové vlastnictví
Průmyslové vlastnictví je jedním z úseků duševního vlastnictví. Je součástí práva soukromého, i přesto, že zahrnuje četné veřejnoprávní prvky. Co může být předmětem průmyslového vlastnictví, není v legislativě definováno, jedná se však o imateriální vlastnictví, jako jsou zejm. ochranné známky, užitné a průmyslové vzory, patenty na vynálezy, názvy podnikatelů, zeměpisná označení a označení původu, jakož i know-how, obchodní tajemství a goodwill.
Pojem duševního vlastnictví v sobě zahrnuje práva k předmětům průmyslového vlastnictví a práva k ostatním předmětům duševního vlastnictví, která jsou označována také jako „práva autorská a související“ Duševním vlastnictvím chápeme nehmotné předměty, které jsou způsobilé být předměty právních a ekonomických vztahů. Mohou být výsledkem duševní tvůrčí činnosti fyzických osob nebo výsledkem činnosti netvůrčí povahy jak osob fyzických, tak právnických. Kvalita těchto předmětů se používáním nesnižuje. Tyto předměty se však mohou stát předměty právních vztahů pouze v případě, že jsou zachyceny na hmotném nosiči.
Průmyslové vlastnictví je užším pojmem pojmu duševního vlastnictví a vyznačuje se specifickými rysy. Nejčastěji se jedná o vynálezy, které vznikají technickou tvůrčí činností, dále pak užitné vzory, topografie polovodičových výrobků, průmyslové vzory, ochranné známky, označení původu a zeměpisná označení. Vyznačují se svou průmyslovou (hospodářskou) využitelností. Právo průmyslového vlastnictví lze charakterizovat jako souhrn právních norem upravujících společenské vztahy vznikající z činnosti fyzických a právních osob jejichž výsledkem jsou imateriální předměty a společenské vztahy vznikající při jejich uplatňování ve společnost.

## Průmyslová práva
Průmyslová práva jsou výlučná práva, tedy práva absolutní povahy. Tato práva náleží jejich vlastníkovi. Ten je oprávněn ke všem právním jednáním týkajícím se daného předmětu průmyslového vlastnictví. Je oprávněn jej používat, poskytnout souhlas s jeho používáním jiným osobám nebo jej může převést či nechat zaniknout. Ochrana většiny průmyslových práv je upravena jak předpisy práva soukromého, tak i předpisy práva veřejného.
Registračním orgánem je pro většinu průmyslových práv Úřad průmyslového vlastnictví, který je ústředním orgánem státní správy na ochranu průmyslového vlastnictví. Sídlem Úřadu je Praha. Předsedou Úřadu je osoba, kterou jmenuje vláda. Úřad rozhoduje o poskytování ochrany na vynálezy, průmyslové vzory, užitné vzory, topografie polovodičových výrobků, ochranné známky a označení původů výrobků. Dále také vykonává určité činnosti podle předpisů o patentových zástupcích a vede ústřední fond světové patentové literatury.

## Historie
Snahy o ochranu technických vynálezů lze vysledovat do dob starověkého Egypta a Babylonie. Již v roce 1474 dochází v Benátské republice k přiznání nároku na právo k vynálezu, které je definováno jako právo výlučné. Byly stanoveny i podmínky pro toto právo a současně i sankce za jeho porušení. Význam tohoto opatření byl tehdy značný, protože vytvořilo systém pro podporu vynálezeckých aktivit.
Další vyspělou zemí v této oblasti byla Anglie, která už ve 13. a 14. století zavedla systém privilegií. Ta byla udělována za přenesení úspěšných novinek z ciziny s cílem nahradit dovoz vlastní výrobou nebo jej produkovat laciněji. Koncem 18. století existovalo zákonodárství o patentech ve třech významných zemích a to v Anglii, Francii a Spojených státech amerických. Novější verze zákona z roku 1793 přináší modernější definici patentovatelného vynálezu. Jde o jakékoliv nové a užitečné umění, stroj, výrobek nebo složení látky a jakékoliv nové zlepšení jakéhokoliv umění, stroje, výrobku nebo složení látky. V první polovině 19. století přijaly zákon o patentech i další evropské země.
Právní úprava v oblasti ochrany průmyslového vlastnictví v České republice navazuje na vývoj v bývalém Rakousko-Uhersku. Československo bylo jednou ze zemí, které bezprostředně po svém vzniku právně upravily oblast průmyslového vlastnictví v roce 1919 a zřídila v Praze Patentní úřad a Patentní soud. Byly tak vytvořeny dostatečné předpoklady pro zajištění právní ochrany v oblasti vynálezů, průmyslových vzorů a ochranných známek.
Významným krokem v oblasti práva průmyslového vlastnictví byla Pařížská unijní úmluva, která se stala prvním harmonizačním prvkem celého oboru. Pro oblast patentů znamenala širokou prezentaci průmyslově-právní ochrany a stanovila v té době nevídaná pravidla. Součástí bylo například pravidlo stejného zacházení s cizinci. Československo k úmluvě přistoupilo v roce 1919. Zároveň přistoupilo i k Madridské dohodě o mezinárodní spolupráci i v oblasti průmyslového vlastnictví. Úspěšný vývoj Československa v této oblasti byl však přerušen událostmi Druhé světové války a následně i po dobu komunistického režimu. V posledních letech však Česká republika přistoupila ke smlouvě o známkovém právu a k dohodě o obchodních aspektech práv k duševnímu vlastnictví, k Protokolu k Madridské dohodě o mezinárodním zápisu ochranných známek a ke Smlouvě o patentovém právu. Od 1. července 2002 přistoupila Česká republika k Úmluvě o udělování evropských patentů.